# 生命の階層
生命の階層（biological organization）とは、還元主義によって生物を定義するのに用いられるヒエラルキーで、生物学的構造および体系を複雑系科学に基づき階層付けるものである 。一般的に、その階層は原子から生物圏に及ぶ。生命の階層の上級部にある考え方として生態の階層、派生として階層的生態が挙げられる。
この階層の中では、いずれの階級に位置する事物もその階級における基礎単位であり、個々の事物は更なる組織的複雑性を有する。また、生命の階層を裏付ける基本的原理は創発の概念（concept of emergence）であるが、これは「ある階級に著される特性や機能はその一つ上の階級に対してのみ関わりがあり、下の階級には何ら関わりを持たない」ということである。
生命の階層は有機物どうしの極めて高度な秩序 （ここでいう秩序とは主に異種要素同士の相互依存を指す）であり、「ある種の個体が持つ生命の階層はその種のどの個体とも同じ」と言うことができる。具体的な例を挙げると、一般的なヒトは胴体の下に2本の脚、左右に1本ずつの腕、上には頭があるが、これらの全てが違う場所に付いていることは極めて希である。実際にこのようなことは生理学、生体力学の見地からして有り得ない。
生物における生命の階層はあらゆる科学的研究分野におけるごく根源的な前提で、特に医学においては不可分である。この概念がなければ、生理機能や疾病に見られる物質的、化学的なあらゆる現象の効果について研究を行うことはままならない。例えば、脳が分化し特定の機能を持った細胞によって構成されていることが分からなければ（脳そのものが人間を構成する最小単位であるという認識であれば）認知神経科学や行動神経科学は存在し得なかったであろうし、細胞単位の変化が器官全体に影響をもたらしているということが分からなければ、薬理学の基本的概念すら存在し得ないことになる。
生態階層にも同様のことが言え、この概念があることにより、「殺虫剤としてのDDTは昆虫などの細胞小器官に効果があるものだが、実際の影響は生態系にまで及ぶ。すなわち理論上は一つの原子が生物圏全体に変化を及ぼしうる」という説明を行うことができるようになる。

## 階層

一つの生物を構成するものをヒエラルキー化すると、最も下層に来るのは原子である。酸素原子は二つで酸素分子を作り、さらに集まることで高分子（この図ではリン脂質）となる。高分子は分化した細胞（クララ細胞）を形成し、組織（上皮組織）、器官（肺）、器官系（呼吸器系）、そして様々な器官系の集大成として一つの生物体（ライオン）ができる。ライオンは複数集まることで個体群（プライド）を形成する。プライドはシマウマの群れと相互作用することで共同体となり、このような現象がなんらかの物理的環境の下、様々な種類の動物でみられる状態が生態系となる。連続する生態系は生物群系と総称でき、更に地球上すべての生物群系を総称して生物圏と呼ぶ。

生命の階層は、以下のようにして表すことができる。
| 原子より下層に位置するものについては、亜原子粒子を参照               |                     |                                                                                 |
| 無細胞階層 および 前細胞階層                                         | 原子                |                                                                                 |
| 無細胞階層 および 前細胞階層                                         | 分子                | 原子の集合                                                                      |
| 無細胞階層 および 前細胞階層                                         | 生体分子群          | 分子および生体分子の集合                                                        |
| 亜細胞階層                                                           | 細胞小器官          | 生体分子群、生化学的反応、生化学的相互作用の機能的集合                          |
| 細胞階層                                                             | 細胞                | 生物の基本的構成体、および細胞小器官の集合                                      |
| 超細胞階層 （多細胞階層）                                            | 組織                | 細胞の機能的集合                                                                |
|                                                                      | 器官                | 組織の機能的集合                                                                |
| 器官系                                                               | 器官の機能的集合    |                                                                                 |
| 生態階層                                                             | 生物体              | 生態系の基本的構成体、および細胞1個以上からなる下位概念の機能的集合             |
| 生態階層                                                             | 個体群              | 同一種による組織的集合                                                          |
| 生態階層                                                             | 共同体 （生物群集） | 相互作用的個体群の異種間集合                                                    |
| 生態階層                                                             | 生態系              | 物理的環境（非生物）下で協同関係にある全てのドメインの組織的集合                |
| 生態階層                                                             | 生物群系            | 生態系の大陸（類似した気象条件を持ち気候学的・地理的に連続する地域）規模的集合. |
| 生態階層                                                             | 生物圏 （生態圏）   | 地球上の全ての生物、および生物と物理的環境                                      |
| 生物圏より上層に位置するものについては、宇宙における地球の位置を参照 |                     |                                                                                 |

更に複雑な階層をこの表に組み込むこともできる。例えば、分子は元素の集合として見ることができ、原子は亜原子粒子へ分割することもできる（ただし、亜粒子原子の概念は生命の階層の外に位置する）。また、それぞれの階層は独立したヒエラルキーとして崩すこともでき、これらの生物学的事物はそれぞれが生命の階層以外の何らかのヒエラルキーの構成要素となり得る。例えば、ゲノムは遺伝子に関するヒエラルキーへと再分割することができる。
ヒエラルキーの各階層はそれより下層にあるものによってのみ説明される。例えば、「生物体」はその下層にある要素、すなわち原子、分子、細胞、組織、器官、器官系の概念によってのみ説明することができ、個体群、共同体、生態系、生態群系、生物圏の概念を用いた説明はできない。また、ヒエラルキー内のどの階層に新たな機能を加えるにも、単なる下位概念の変更や創発の概念で賄うことは不可能であるため、その生物の客体そのものに変更を加えなければならなくなる。
また、「生物体」とはその構造が複雑か否かに関わりなく何らかの組織的集合体に依るものであるため、個体群が器官による集合体でない限り、生物体を「器官の階層を構成するもの」と定義することもできない。

## 根源
観念上は、自然界で見られる複雑系科学的な生体系（biological system）の大部分がヒエラルキー的構造をしていると考えられているが、理論的見地に立った場合、複雑系科学的な体系自体が"複雑さが簡素さから進化してきた世界"で見られるヒエラルキーである。こうしたシステム理論的なヒエラルキーの分析は1950年代に成立したもので、1980年から派生分野として生じてくる階層的生態の経験的根拠となった。
理論的根拠に基づく学問として代表的なものに熱力学がある一方、生体系が自然科学的系に準じて形成されている場合、生体系の最も普遍的な抽象性においては、自己組織化された振る舞いを示す熱力学的開放系と、散逸構造の中に見られる集合論的関係がそのヒエラルキーを特徴付けると言える。
より単純かつ直接的に"生物のヒエラルキー的組織体"を説明するものとして、ハワード・T・オーダムによる生理学を用いた手法や、「サイモンのヒエラルキー的原理」 といったものがあったが、サイモンは「ヒエラルキー的構造が安定しているからこそ、ヒエラルキーが多様な進化の過程でほぼ必然的に出現する」ということを重要視していた。
サイモンはこの考え方を時計職人に例えて寓話化している。

### サイモンの寓話
あるところに、ホーラとテンパスという二人の時計職人がいた。彼らは大変な腕利きで、どちらの店にもひっきりなしに電話が入り、次々と新たな顧客が付いていった。ところが、ホーラの店がどんどん大きくなる一方で、テンパスは規模を縮小していき、最後には店を閉めてしまった。何が原因だろうか。
時計は千ほどの部品で作られるものである。テンパスの時計は、千の部品を最初から一つ一つ組み上げていくという設計だったため、電話が鳴ったりして作りかけのまま作業台に置くと、すぐバラバラになってしまい、また最初から組み直さなければならなかった。
一方、ホーラの時計は、十の部品を一つの部品として組み上げていくという設計だった。そうして出来上がった部品はさらに大きな部品を成し、彼の時計は10の部品でできているも同然であった。彼の時計は作りかけのまま作業台に置いても、バラバラにはならなかったのである。